# Jean-Toussaint Bernard
 (septembre 2015).
Si vous disposez d'ouvrages ou d'articles de référence ou si vous connaissez des sites web de qualité traitant du thème abordé ici, merci de compléter l'article en donnant les références utiles à sa vérifiabilité et en les liant à la section « Notes et références ».
Jean-Toussaint Bernard est un acteur et scénariste français, né le 8 août 1980.
Grand ami de Jonathan Cohen, il travaille également avec ce dernier.

## Biographie
Formé au Conservatoire national supérieur d'art dramatique.

## Théâtre
- 2003 : Le Nouvel Appartement de Carlo Goldoni, mise en scène de Muriel Mayette-Holtz, Studio-Théâtre de la Comédie-Française.
- 2004 : Le Balcon ou à peu près, d'après Jean Genet, mise en scène de Jean-Michel Rabeux, Théâtre du Conservatoire.
- 2005 : Songe, Tempête, d'après William Shakespeare, mise en scène de Georges Lavaudant, Théâtre du Conservatoire.
- 2005 : Le Condamné à mort de Jean Genet, mise en scène de Julie Brochen, Auditorium du Louvre.
- 2006 : Histoire vraie de la Perichole, d'après Jacques Offenbach, mise en scène de Julie Brochen, Festival d'Aix-en-Provence et théâtre de l'Aquarium.
- 2006 : L'Objecteur de Michel Vinaver, mise en scène de Claude Yersin, Nouveau théâtre d'Angers.
- 2007 : Variations / Jean-Luc Lagarce, mise en scène de Julie Brochen, Théâtre de l'Aquarium.
- 2007 : L'Architecte de David Greig, mise en scène de Matthew Jocelyn, Ateliers du Rhin, CDN de Colmar.
- 2008 : Good Canary de Zach Helm, mise en scène de John Malkovich.
- 2009 : On ne payera pas pour l'oxygène d'Artistide Tarnagda, mise en scène d'Eva Doumbia, Théâtre des Bernardines, tournée au Congo et au Mali.
- 2011 : S.A.R.L. faits divers de Benjamin Bellecour et Antoine Durand, mise en scène de Jonathan Cohen et Benjamin Bellecour, Ciné 13 Théâtre.
- 2017 - 2018 : Tristesse et joie dans la vie des girafes de Tiago Rodrigues, mise en scène de Thomas Quillardet, Festival d'Avignon, Théâtre Sylvia Monfort, Festival d'automne.
- 2019 : Derniers remords avant l'oubli de Jean Luc Lagarce, mise en scène de Guillaume Severac-Schmitz, Maison des arts et de la culture de Creteil

## Filmographie

### Cinéma
- 2010 : Tournée de Mathieu Amalric
- 2010 : Je pourrais être votre grand-mère, court métrage de Bernard Tanguy
- 2013 : Brèves de comptoir de Jean-Michel Ribes
- 2014 : J'ai pas envie qu'on se quitte maintenant de Joachim Cohen
- 2015 : Antigang de Benjamin Rocher
- 2015 : Mon amour de Liova Jedlicki
- 2019 : Aio Zitelli de Jean Marie Antonini (court métrage)
- 2020 : Les choses humaines d'Yvan Attal
- 2023 : Antigang, la relève de Benjamin Rocher

### Télévision
- 2010 : Mission sacrée de Daniel Vigne
- 2010 : Dame de cœur de Charlotte Brandström
- 2010 : Bienvenue à Bouchon de Luc Béraud
- 2010 : Dame de pique de Philippe Venault
- 2011 : Dame de carreau d'Alexis Lecaye
- 2012 : Un crime oublié de Patrick Volson
- 2012 : Dame de trèfle de Philippe Venault
- 2012 : Dame de sang d'Alexis Lecaye
- 2013 : Zygomatiques de Stephen Cafiero
- 2013 : Tunnel (saison 1) de Philip Martin, Thomas Vincent, Udayan Prasad
- 2013 : Dame d'atout d'Alexis Lecaye et Camille Bordes-Resnais
- 2013 : Lazy Company (saison 2) de Samuel Bodin
- 2013 : France Kbek (saison 1) de Jonathan Cohen et Jérémie Galan
- 2013 : Dame de cendres de Patrice Martineau
- 2014 : Dame de feu de Camille Bordes-Resnais
- 2015 : France Kbek (saison 2) de Jonathan Cohen et Jérémie Galan
- 2015 : Dame de glace de Camille Bordes-Resnais
- 2016 : Marjorie d'Ivan Calbérac
- 2016 : Le Chalet de Camille Bordes-Resnais
- 2017 : Missions de Julien Lacombe (série TV)
- 2017 : Robin d'Alice Douard
- 2017 : Serge le Mytho de Kyan Khojandi et Bruno Muschio
- 2018 : Sam d'Arnaud Sélignac
- 2018 : Missions (saison 2) de Julien Lacombe (série TV)
- 2019 : Double je de Laurent Dussaux (série TV)
- 2020 : Caïd d'Ange Basterga et Nicolas Lopez (série TV)
- 2022 : Le Flambeau : Les Aventuriers de Chupacabra de Jonathan Cohen, Jérémie Galan et Florent Bernard

### Scénario
- 2011 : Punta Cana, co-écriture avec Jonathan Cohen pour Bankables Films
- 2012 : Alibi pour Ambre film
- 2012 : Oui, mais non..., co-écriture avec Charley Fouquet pour Yah Production
- 2015 : Mon amour de Liova Jedlicki
- 2015 : Frérot pour Empreintes digitales
- 2018 : Les Lyons, co-écriture avec Jérémie Galan et Jonathan Cohen pour Frenchkiss

### Producteur

#### Télévision
- 2025 : F*ckin' Fred : Comme un Léopard (faux documentaire) de Clément Cotentin

#### Cinéma
- 2025 : McWalter de Simon Astier